# WERZ
Koordinaten: 43° 1′ 38″ N, 70° 52′ 51″ W
WERZ oder auch WERZ-FM (Branding: "Z107") ist ein US-amerikanischer kommerzieller  Popsender aus Portsmouth, New Hampshire. WERZ sendet ein Classic Hit-Sendeformat auf der UKW-Frequenz 107,1 MHz. Eigentümer und Betreiber ist der größte Radiokonzern der USA iHeartMedia, Inc.
Die Studios befinden sich in der Lafayette Road in Portsmouth; die Sender am Long Hill in Stratham, New Hampshire. Das Signal erreicht den Südosten von New Hampshire (besser bekannt als „New Hampshire Seacoast Region“), York County, Maine und den Nordosten von Massachusetts. WERZ’s offizielle Identifikation ist WERZ-Exeter/Portsmouth, da der Sender in Exeter lizenziert ist.

## Geschichte
Am 21. September 1972 startete der Sender als WKXR-FM, änderte aber 1982 sein Rufzeichen in das heutige WERZ. Seitdem wird ein Top 40 (CHR) gespielt.